# Tirá la goma
Tirá la goma es una canción compuesta por Daniel Wirzt e interpretado con su banda La Sonora de Bruno Alberto. Es el último tema de su álbum debut Perez-Troika  editado en el año 1988. Esta canción marcaría un significado simbólico en la cultura popular argentina y, junto con «La Canoa», es una de las canciones más recordadas del grupo y una de las  más memorables del rock nacional de los años 1980.   

## Significado
El término que emplea la letra de la canción da a entender que un hombre le pide a una mujer que le practique sexo oral. El término goma hace referencia al pene.

## Controversia
Al igual que otras canciones de Wirzt incluidas en aquel disco, como «Tú tienes que entregármelo» y «Yo llevo la pala», serían censuradas por el COMFER debido a su explícito doble sentido.